# Rosenkranz-Basilika (Lima)

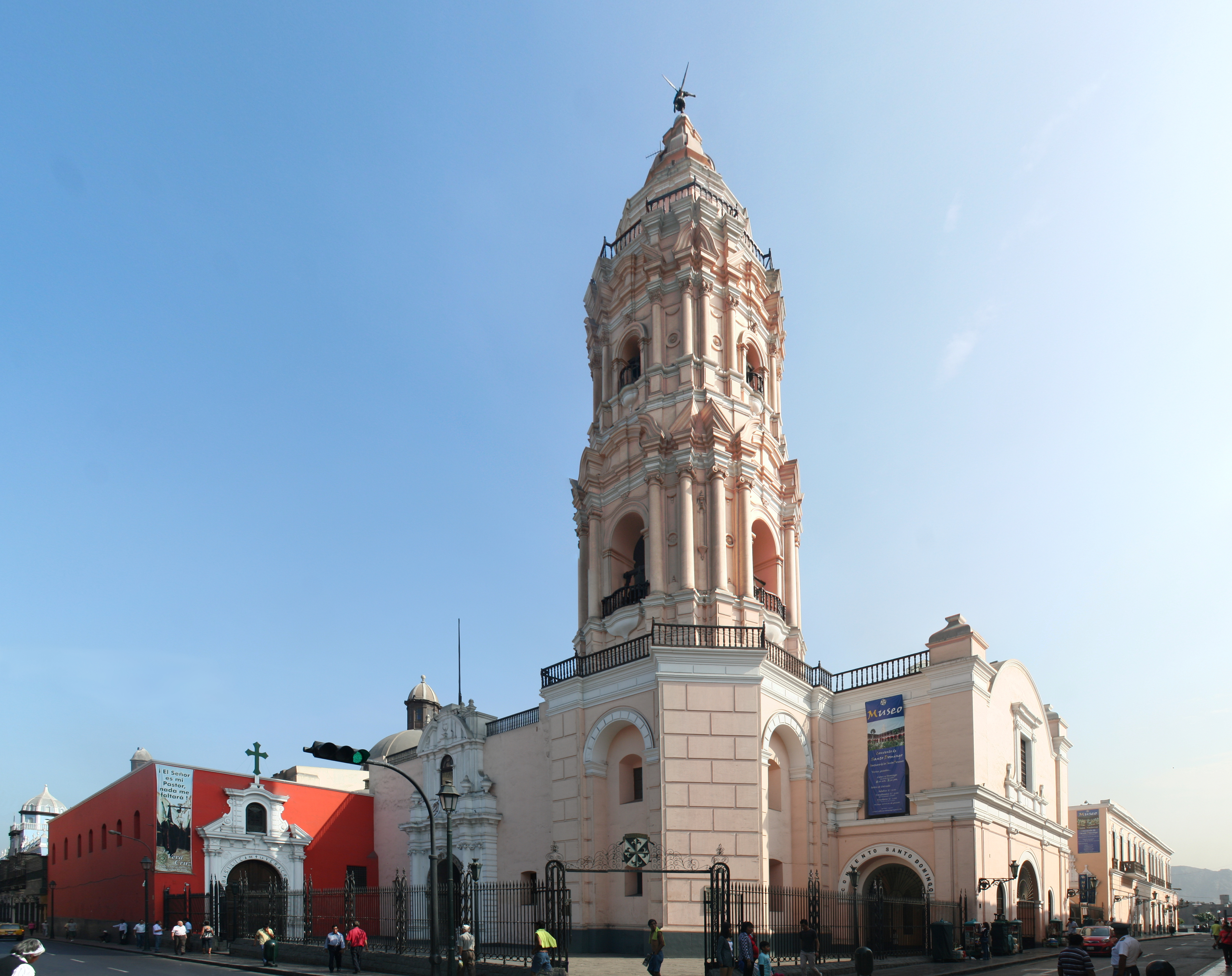
Portal der Basilika

Die Rosenkranzbasilika (spanisch Basilica Nuestra Señora del Rosario) oder auch Dominikanerkirche ist eine römisch-katholische Kirche an der Plaza de la Vera Cruz in Lima, der Hauptstadt Perus. Die Klosterkirche der Dominikaner gehört zum Erzbistum Lima und trägt den Titel einer Basilica minor. Die Basilika ist zusammen mit dem Kloster nationales Kulturerbe und als Teil des historischen Zentrums von Lima UNESCO-Welterbe.

## Geschichte

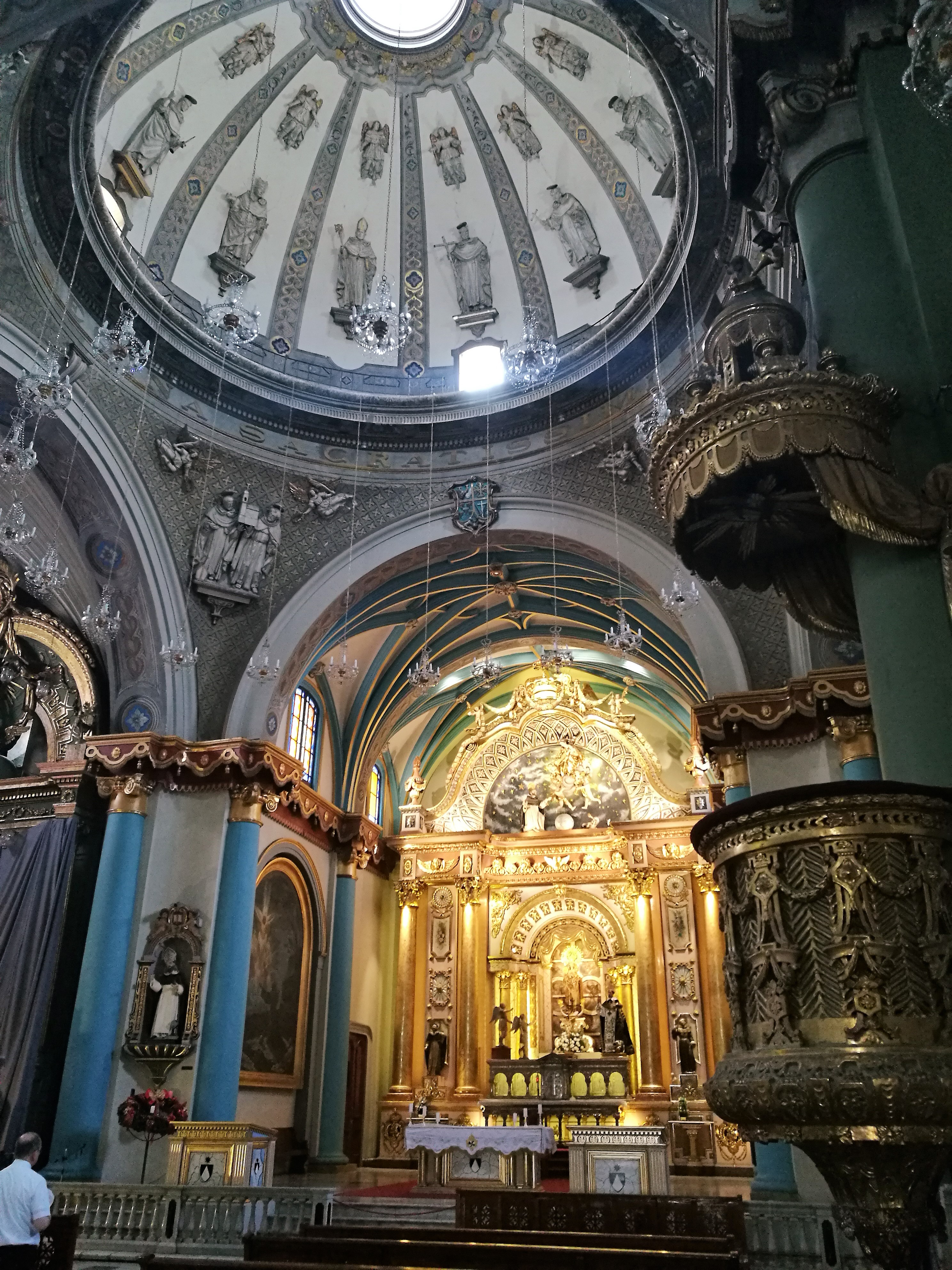
Innenraum der Basilika

Der Bau des Dominikanerklosters begann wie die der anderen Ordensniederlassungen mit der Stadtgründung von Lima 1542. Bereits 1551 wurde im Kloster die Universidad Nacional Mayor de San Marcos als erste Amerikas von Kaiser Karl V. bestätigt. Der Bau der Kirche begann unter Provinzpfarrer Tomás de San Martín und wurde unter Pfarrer Sebastián de Ayllón im Jahr 1578 abgeschlossen. Diese Kirche wurde durch das Erdbeben von 1678 vollständig zerstört. Eine neue Kirche wurde vom dominikanischen Architekten Diego Maroto errichtet. Die Kirche wurde vom Querschiff bis zum  Chor umgebaut, dessen Bögen neu gestaltet wurden und dessen Anzahl an Fenster erhöht wurde. Die für den Bau verwendeten Materialien waren unter anderem Lehm, Ziegel und Bruchstein. Teilweise wurden Mauern in Quincha aus Schilfrohr und Lehm errichtet, um das Gewicht zu verringern und die Struktur flexibler bei Belastungen durch Erdbeben zu machen.
Nach den Erdbeben von 1687 und 1746 waren weitere Umbauten erforderlich, wie beispielsweise die Neubauten des Turms und des Hauptportals. Die Restaurierungsarbeiten fanden im Stil der jeweiligen Zeit statt, was zu dieser für Lima typischen Mischung von unterschiedlichen Stilen an einem Gebäude führte. Die Konstruktionen wurden dabei niedriger und einfacher, um dem Gebäude die nötige Stabilität zu verleihen. Zugleich erhielt die Kirche dadurch Einfachheit und Einheitlichkeit. Die Kirche wurde 1929 durch Papst Pius XI. in den Rang einer Basilica minor erhoben. Nach dem Erdbeben zehn Jahre später musste die Kirche erneut restauriert werden, wobei das heutige Aussehen geschaffen wurde, nur noch an der unteren Etage des Turms ist als Verkleidung das ursprüngliche Bossenwerk zu sehen.

## Glockenturm
Der erste Glockenturm der Kirche im Barockstil mit drei Etagen wurde zusammen mit der Kirche in der zweiten Hälfte des 17. Jahrhunderts von Diego Maroto entworfen und während des Erdbebens vom 28. Oktober 1746 zerstört.
Der heutige Glockenturm wurde 1766 vom Vizekönig Manuel d’Amat i de Junyent im Rokokostil entworfen. Er prägt mit seinen 46 Metern Höhe und der rosa Farbe den Eingangsbereich. Er gliedert sich in ein achteckiges Untergeschoss und zwei Obergeschosse mit kleinen Balkonen. Oben ist die Skulptur eines Trompeters zu sehen, die den Engel darstellt, der das endgültige Urteil verkündet.

## Innenraum

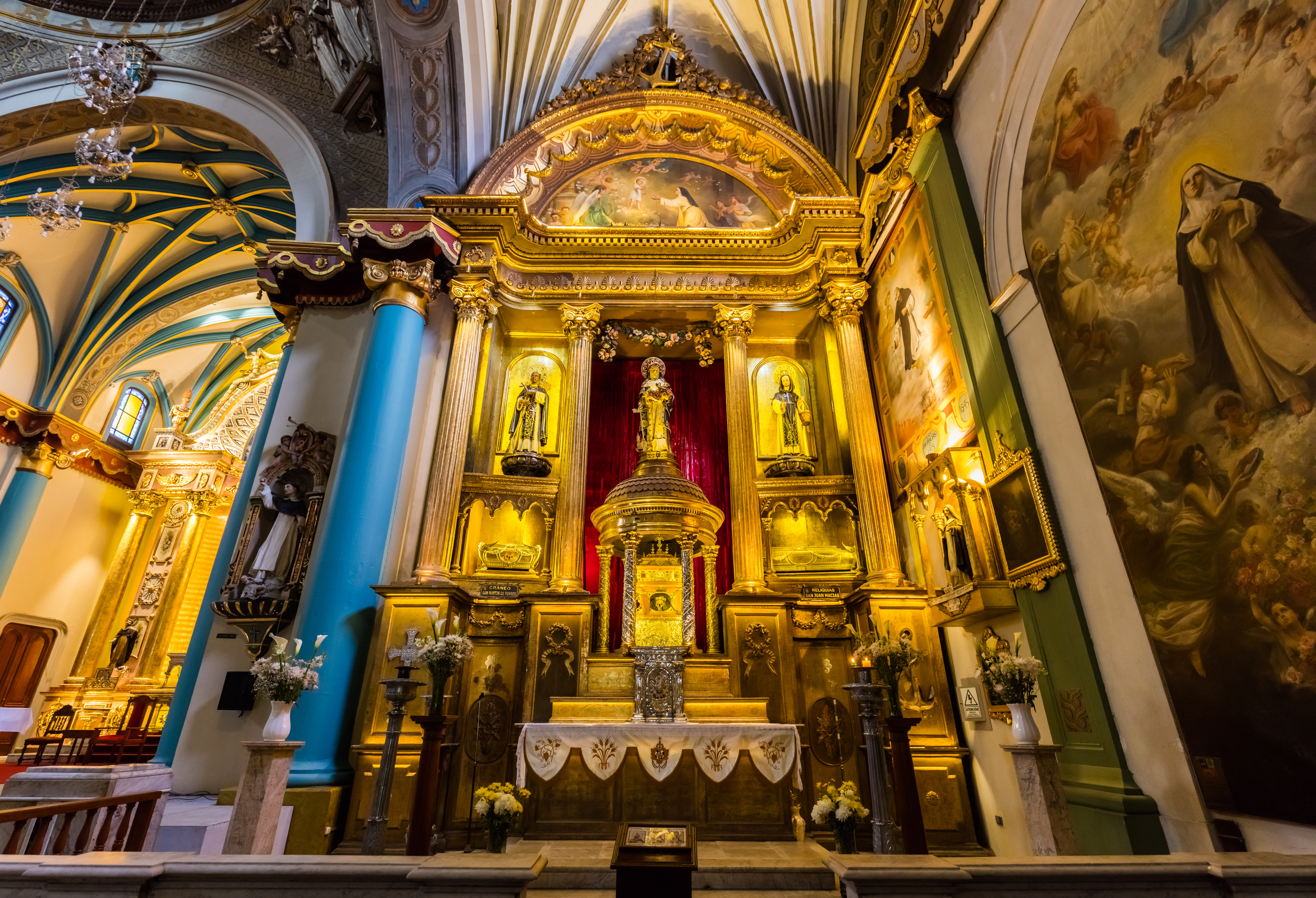
Seitenaltar von peruanischen Heiligen

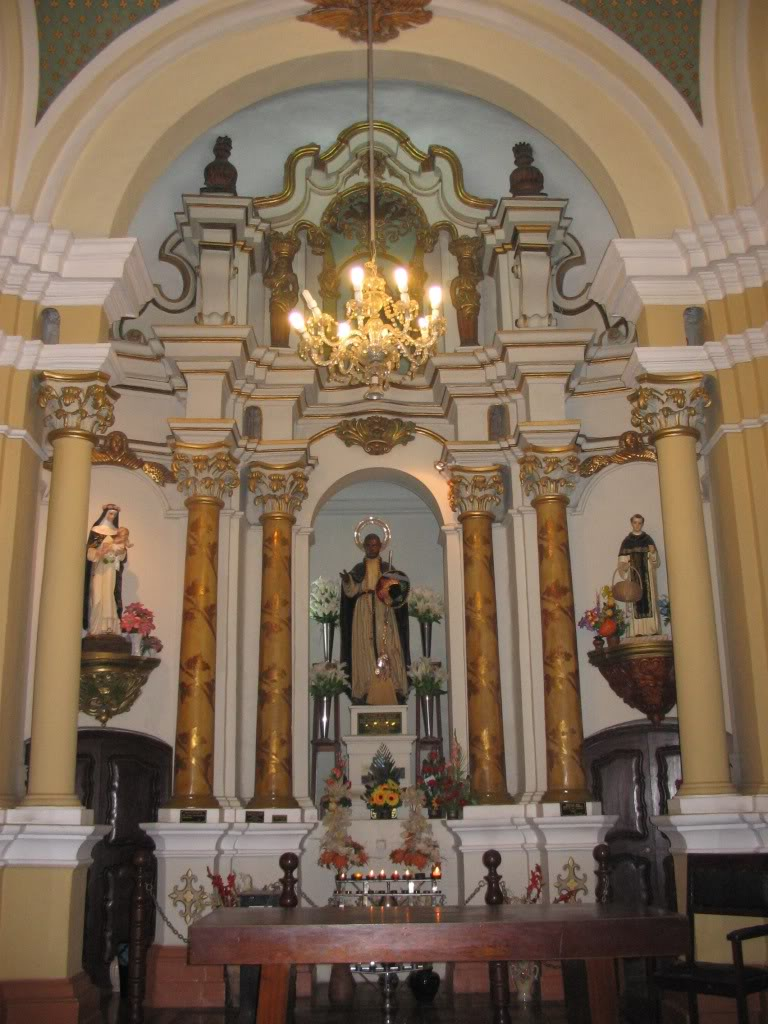
Kapelle des Martin von Porres

Nach dem Narthex des Eingangsbereichs öffnet sich das Hauptschiff der dreischiffigen Kreuzkirche. Sie besitzt neben dem Hauptschiff mit Kreuzrippengewölbe zwei Seitenschiffe aus miteinander verbundenen Kapellen. Von der Vierungskuppel gehen das Querhaus sowie der Chor aus. Sein Chorgestühl ist in Zedernholz aus Nicaragua gearbeitet, gestaltet unter anderem von Juan Martínez de Arrona (1562–1635) im Renaissancestil mit manieristischen Elementen, es gilt als ältestes des Landes. Der Altar ist im klassizistischen Stil gehalten und in Türkis und Gold gestaltet.
Der wichtigste Seitenaltar steht im rechten Querschiff und ist drei peruanischen Heiligen gewidmet. Im klassizistischen Stil zeigt er in der Mitte das Bild der Rosa von Lima, auf der linken Seite wird Martin von Porres dargestellt, auf der rechten Seite Johannes Macias. Am unteren Rand dieser Bilder befinden sich Reliquien der Heiligen. Im unteren Bereich des Altars steht eine Skulptur der Rosa von Lima, die 1669 im Auftrag von Papst Clemens IX. vom maltesischen Künstler Melchiorre Cafà angefertigt wurde.
Das Altarbild im linken Querschiff zeigt Unsere Liebe Frau vom Rosenkranz als Patronin von Lima, der die Kirche gewidmet ist. Es wurde unter anderem von Rosa von Lima und Martin von Porres besonders verehrt und im Jahr 1927 feierlich gekrönt. Weitere Seitenaltäre sind den Heiligen Hyazinth von Polen, Josef von Nazaret, Dominikus als Ordensgründer sowie dem Heiligen Herzens geweiht. Ihre Bilder sind neugotisch.
An der Stelle des 1746 durch ein Erdbeben zerstörten Zelle des heiligen Martin von Porres wurde eine Kapelle errichtet, in der sein Altarbildnis verehrt wird, zu seinen Seiten stehen Statuen von Dominikus und Franz von Assisi, darüber steht ein Bildnis der Jungfrau vom Rosenkranz. Im hinteren Teil der Kapelle befindet sich seine Schlafkammer.